# R8 (Slowakije)
De R8 is een geplande expresweg in Slowakije. De R8 wordt een verbinding tussen Nitra, Topoľčany en Bánovce nad Bebravou. De geplande totale lengte van de R8 is 54,6 kilometer.
D1 · D2 · D3 · D4   ·  
R1 · R2 · R3 · R4 · R5 · R6 · R7 · R8